# High 'n' Dry (Saturday Night)
High 'n' Dry (Saturday Night) è la title track dell'album High 'n' Dry del gruppo musicale britannico Def Leppard. È stata classificata come 33ª nella lista delle più grandi 40 canzoni Metal stilata da VH1. Il brano è stato accompagnato da un video musicale, nonostante non sia mai uscito come singolo. Il video è stato girato da Doug Smith presso il Royal Court Theatre di Liverpool, il 22 luglio 1981, insieme a quelli dei due singoli estratti dall'album High 'n' Dry: Let It Go e Bringin' On the Heartbreak.
Per i suoi testi espliciti, questa canzone rientra nella lista dei "Filthy Fifteen" (La sporca quindicina) del Parents Music Resource Center (PMRC), un comitato statunitense, formatosi nel 1985. La missione del gruppo era quella di educare e informare i genitori circa la crescente tendenza nella musica verso testi che sono sessualmente espliciti, eccessivamente violenti o esaltatori all'uso di droghe e alcol, e cercare la giusta censura e valutazione della musica. High 'n' Dry (Saturday Night) rientra nella categoria di testi relativi all'abuso di droga e alcol. Anche se ci sono versi nel testo che si riferiscono al consumo di tale sostanze, la canzone è più che altro un'esaltazione al divertimento del Sabato sera in puro stile, anche se edonistico, rock 'n' roll.

## Formazione
- Joe Elliott – voce
- Steve Clark – chitarra, cori
- Pete Willis – chitarra, cori
- Rick Savage – basso, cori
- Rick Allen – batteria